# 잽 (용어)

제2차 세계 대전 당시
1945년 8월 10일자 파리의 신문. 나가사키에 핵폭탄을 알리는 신문 머리기사로, 신문에는 "잽은 떠났다"("Japs quit")라고 쓰여 있다.

잽(Jap)은 영어로 일본인을 가리키는 Japanese의 약어이다. 오늘날 영어권 사람들은 국가마다 정도의 차이는 다르지만, 인종과 민족에 관한 비속어(ethnic slur)로 보고 있으며, 일본인이나 일본혈통의 사람들은 인종차별적 용어라고 여긴다. 참고로, 나라약어 3자리 코드로서는 'JPN'이 사용되고 있으나 유럽내 비영어권 몇몇 나라에서는 'JAP'을 사용하고 있다. 일본의 사전에는 전적으로, 미국과 영국의 사전에는 경멸적 혹은 공격적 용어로 사용된다고 명시해 놓았다.

## 2차 세계 대전 중 속어
잽의 사용은 1860년 미국의 일본대사관 직원들을 가리키는 데서 유래되었다고 한다. 제2차 세계 대전 때 이 말은 미국에서 급격히 확산되어 신문 머리기사로 빈번히 등장하였다. 특히 Jap은 전쟁 중에 명백한 경멸적 용어로 바뀌었다. Jap은 또다른 약칭 멸칭인 Nip(닙, Nippon의 줄임말)과 보다 훨씬 자주 사용되었다. 당시 미해병대는 Jap과 유인원, 원숭이를 뜻하는 Ape를 합성하여 Japes(제이프스, 일본 원숭이)란 호칭도 만들어냈으나, 일반으로 널리 퍼지지는 못했다.
베테랑 작가인 폴 퓌셀은 Jap이 다른 용어보다 훨씬 인기있었던 원인을 단음절어라 운을 이룬 슬로건을 만드는 데 적합하다는 데서 찾았다. 예를 들어 2차 세계 대전 중에는 "Rap the Jap"(잽을 두들겨라), "Let's Blast the Jap Clean Off the Map(잽을 지도상에서 지워버리자), "Kill the Jap"(잽을 죽여라)등의 슬로건이 널리 유행했다.
텍사스에서는 일본계 단체들의 압력에 의하여 제퍼슨 카운티 위원회가 2004년에 Jap Road라 붙여진 거리이름을 사용하지 않기로 결정했다. 이 이름은 본래 1905년 일본인 농부들을 기리기 위해서 이름 붙여졌는데, 일본계 단체들은 인접한 오렌지 카운티의 Jap Lane도 바꿀 것을 주장하고 있다.
영어의 비숙어인 jap's eye는 남성의 요도구를 일컫는 속어이다.

## 같이 보기
- 반일 감정
- 쪽발이